# スターカツプ
スターカツプは日本の競走馬、繁殖牝馬。主な勝ち鞍は1934年の小倉帝室御賞典、阪神農林省賞典競走（連合二哩）。
繁殖牝馬としては直仔から重賞を勝つ馬は出せなかったが、ダイオライトとの交配で産んだ第弐スターカツプ（ホマレイチ、タツテルの母）、プリメロとの交配で産んだ第四スターカツプ（タイセイホープの母）とトキノタカラ（ヤマニンモアー、ケンホウの母）が重賞勝ち馬の母となった。また第弐スターカツプの仔であるシラオキは繁殖牝馬として非常に優秀な成績を収め、スターカツプ牝系の拡大に貢献した。
上記以外の主な直系子孫には、シラオキ系からコダマ、シスタートウショウ、マチカネフクキタル、スペシャルウィーク、ウオッカ、テイエムドラゴンが出ているほか、シラオキ系以外ではビッグウルフがいる。

## 主な牝系図
- Mayonaise 1856 ---No.3-l始祖
  - Carine 1866
    - True Love 1878
      - Sterling Love 1883
        - Stirrup Cup 1890
          - *フロリースカツプ 1904 ←--- フロリースカツプ牝系へ戻る
            - 第四フロリースカツプ 1912
              - フロリスト 1919 ←--- フロリスト牝系へ戻る
                - スターカツプ 1930 ---↓改行
                  - 第弐スターカツプ 1937
                    - シラオキ 1946 ---→シラオキ牝系へ

---↓スターカツプ牝系
牝系図の主要な部分（太字はGI級競走優勝馬）は以下の通り。
- スターカツプ 1930
  - 第弐スターカツプ 1937
    - シラオキ 1946 ---→シラオキ牝系へ
    - ホマレイチ 1953（大阪杯）
    - タツテル 1955（京都特別）

  - 第参スターカツプ 1938
    - セフトクヰン 1946
      - フエアリーレデー 1961
        - キャプテンナムラ 1975（鳴尾記念、阪神大賞典）

    - フジカツプ 1947
      - グレートシヤンデリ 1962
        - ナイガイイメージ 1977
          - ナムラモノノフ 1985（阪神大賞典、京都大障害）

  - 第四スターカツプ 1941
    - タイセイホープ 1955（皐月賞）

  - トキノタカラ 1945
    - ヤマニンモアー 1957（天皇賞（春）、阪神大賞典、金杯、京都特別）
    - 健宝 1959（桜花賞、カブトヤマ記念）
      - フエアーカツプ 1968
        - ハクバサブロー 1973（新潟グランプリ）
        - コンポート 1975
          - ジヨリーメール 1980
            - メインステージ 1993
              - ニシオノーブル 1999
                - マイメン 2015（ル・プランタン賞）

        - ハイボルテージ1983
          - エプソムカラー 1991
            - エプソムアーロン 2004（オッズパークグランプリほか）

        - ナリタハヤブサ 1987（ウインターS、フェブラリーH、帝王賞）

      - ケンスイホー 1970
        - マルベリーダスト 1975
          - リリーズブーケ 1986（サファイヤS）
            - サンライズビート 1999（九州王冠）

        - アルカデイア 1978
          - ベストシングル 1982（新春グランプリ）

      - スノーシヨツト 1973
        - シンウルフ 1979（スプリンターズS）

      - サンパス 1974
        - サンライトリバー 1980
          - モルゲンロート 1987
            - ビッグモンロー 1994
              - ビッグウルフ 2000（ジャパンダートダービー、兵庫CS、名古屋優駿）

            - ビッグハッピー 1997
              - パワーストラグル 2006（白山大賞典）
              - ミリオンハッピー 2007
                - ゴールデンヒーラー 2018（岩手ひまわり賞ほか）

              - タンクティーエー 2016（金沢サラブレッド大賞典）

牝系図の出典：牝系検索α

## 血統表
| スターカツプの血統         | スターカツプの血統                     | スターカツプの血統                   | （血統表の出典）                     | （血統表の出典） |
| 父系                       | サンドリッジ系（キングファーガス系）   | サンドリッジ系（キングファーガス系） | サンドリッジ系（キングファーガス系） |                  |
| 父 *シアンモア 1924 黒鹿毛 | 父の父Buchan 1916 鹿毛                 | Sunstar                              | Sundridge                            | Sundridge        |
| 父 *シアンモア 1924 黒鹿毛 | 父の父Buchan 1916 鹿毛                 | Sunstar                              | Doris                                |                  |
| 父 *シアンモア 1924 黒鹿毛 | 父の父Buchan 1916 鹿毛                 | Hamoaze                              | Torpoint                             | Torpoint         |
| 父 *シアンモア 1924 黒鹿毛 | 父の父Buchan 1916 鹿毛                 | Hamoaze                              | Maid of the Mist                     |                  |
| 父 *シアンモア 1924 黒鹿毛 | 父の母Orlass 1914 黒鹿毛               | Orby                                 | Orme                                 | Orme             |
| 父 *シアンモア 1924 黒鹿毛 | 父の母Orlass 1914 黒鹿毛               | Orby                                 | Rhoda B.                             |                  |
| 父 *シアンモア 1924 黒鹿毛 | 父の母Orlass 1914 黒鹿毛               | Simon Lass                           | Simontault                           | Simontault       |
| 父 *シアンモア 1924 黒鹿毛 | 父の母Orlass 1914 黒鹿毛               | Simon Lass                           | Kilkenny Lass                        |                  |
| 母 フロリスト 1919 栗毛    | 母の父*ガロン 1909 栗毛                | Gallinule                            | Isonomy                              | Isonomy          |
| 母 フロリスト 1919 栗毛    | 母の父*ガロン 1909 栗毛                | Gallinule                            | Moorhen                              |                  |
| 母 フロリスト 1919 栗毛    | 母の父*ガロン 1909 栗毛                | Flair                                | St. Frusquin                         | St. Frusquin     |
| 母 フロリスト 1919 栗毛    | 母の父*ガロン 1909 栗毛                | Flair                                | Glare                                |                  |
| 母 フロリスト 1919 栗毛    | 母の母第四フロリースカツプ 1912 黒鹿毛 | *インタグリオー                      | Childwick                            | Childwick        |
| 母 フロリスト 1919 栗毛    | 母の母第四フロリースカツプ 1912 黒鹿毛 | *インタグリオー                      | Cameo                                |                  |
| 母 フロリスト 1919 栗毛    | 母の母第四フロリースカツプ 1912 黒鹿毛 | *フロリースカツプ                    | Florizel                             | Florizel         |
| 母 フロリスト 1919 栗毛    | 母の母第四フロリースカツプ 1912 黒鹿毛 | *フロリースカツプ                    | Stirrup Cup                          |                  |
| 母系(F-No.)                | フロリースカツプ(GB)系(FN:3-l)         | フロリースカツプ(GB)系(FN:3-l)       | フロリースカツプ(GB)系(FN:3-l)       | [ § 2 ]          |
| 5代内の近親交配            | St. Simon 5×5・5・5                    | St. Simon 5×5・5・5                  | St. Simon 5×5・5・5                  | [ § 3 ]          |
| 出典                       | 1. 2. 3.                               | 1. 2. 3.                             | 1. 2. 3.                             | 1. 2. 3.         |

- 半兄ハクリユウ（父ラシデヤー）、全兄ハクセツ、全弟アカイシダケはいずれも帝室御賞典勝ち馬。半弟ミナミホマレ（父プリメロ）は東京優駿競走勝ち馬。
- 母フロリスト（競走馬名フロラーカツプ）は1924年の帝室御賞典・優勝内国産馬連合競走勝ち馬。
- 3代母フロリースカツプは小岩井農場の基礎輸入牝馬の1頭。